# Eleição municipal de Santa Rita em 2020
A eleição municipal do município de Santa Rita em 2020 ocorreu no dia 15 de novembro (em turno único) com o objetivo de eleger um prefeito, um vice-prefeito e 19 vereadores responsáveis pela administração da cidade para o mandato a se iniciar em 1° de janeiro de 2021 e com término em 31 de dezembro de 2024.
O processo eleitoral de 2020 teve inicialmente 10 candidatos (Adones Junior, do Solidariedade, retirou a candidatura na reta final) para disputar o cargo ocupado pelo atual prefeito Dr. Emerson Panta, do PP, que por estar em seu primeiro mandato, concorreu à reeleição. Com 32.738 votos, Panta venceu com larga vantagem sobre Flaviano Quinto (PSC), que obteve 13.875.
Entre os vereadores, Anésio Miranda, também do PP, foi o candidato mais votado, com 1.594 votos.

## Contexto político e pandemia
As eleições municipais de 2020 estão sendo marcadas, antes mesmo de iniciada a campanha oficial, pela pandemia do coronavírus SARS-CoV-2 (causador da COVID-19), o que está fazendo com que os partidos remodelem suas metodologias de pré-campanha. O Tribunal Superior Eleitoral (TSE) autorizou os partidos a realizarem as convenções para escolha de candidatos aos escrutínios por meio de plataformas digitais de transmissão, para evitar aglomerações que possam proliferar o vírus. Alguns partidos recorreram a mídias digitais para lançar suas pré-candidaturas. Além disso, a partir deste pleito, será colocada em prática a Emenda Constitucional 97/2017, que proíbe a celebração de coligações partidárias para as eleições legislativas, o que pode gerar um inchaço de candidatos ao legislativo. Conforme reportagem publicada pelo jornal Brasil de Fato em 11 de fevereiro de 2020, o país poderá ultrapassar a marca de 1 milhão de candidatos a prefeito, vice-prefeito e vereador neste escrutínio, o que não seria necessariamente bom, na opinião do professor Carlos Machado, da UnB (Universidade de Brasília): “Temos o hábito de criticar de forma intensa a coligação partidária, sem parar para refletir sobre os elementos positivos dela. O número de candidatos que um partido pode apresentar numa eleição, varia se ele estiver dentro de uma coligação, porque quando os partidos participam de uma coligação, eles são considerados como um único partido", afirmou Machado na reportagem.

## Candidaturas
| Nº | Candidato         | Partido       | Candidato a vice                 | Cargos relevantes ou profissão                      | Coligação                                                  |
| -- | ----------------- | ------------- | -------------------------------- | --------------------------------------------------- | ---------------------------------------------------------- |
| 10 | Dra. Joelma       | Republicanos  | Reginaldo Américo (Republicanos) | Médica                                              | Partido isolado                                            |
| 11 | Dr. Emerson Panta | PP            | Nildo Carimbó (PSD)              | Vice-prefeito de Santa Rita (2013–2016)             | "Construindo uma Nova Santa Rita" (PP, PSD, Avante e PSDB) |
| 14 | Zé Paulo          | PTB           | Riata Galvão (PTB)               | Deputado estadual (2015–2018), Vereador (2009–2014) | Partido isolado                                            |
| 15 | Nicola            | MDB           | Dr. Bené (MDB)                   | Empresário                                          | Partido isolado                                            |
| 20 | Flaviano Quinto   | PSC           | Estefânia Maroja (PSL)           | Deputado estadual (2007–2010)                       | "O Filho de Marcus Odilon" (PSC, PSL, PROS e PL)           |
| 25 | Vanda de Olavo    | DEM           | Nena de Gil (DEM)                | Vereadora (2013–)                                   | Partido isolado                                            |
| 50 | Professor Valdir  | PSOL          | Rafael Freitas (PSOL)            | Professor e escritor                                | Partido isolado                                            |
| 51 | Major Neto        | Patriota      | Sargento Jonas Morais (Patriota) | Policial militar                                    | Partido isolado                                            |
| 65 | Cidadão           | PCdoB         | Marinaldo Francisco (PCdoB)      | Taxista                                             | Partido isolado                                            |
| 77 | Adones Junior     | Solidariedade | Missinho do Bode (PRTB)          | Vereador (2009–2012)                                | "Santa Rita Pode Mais" (Solidariedade e PRTB)              |

## Candidaturas a vereança
Conforme dados informados pelos candidatos ao TSE.
| Partido       | Número de candidaturas |
| ------------- | ---------------------- |
| PCdoB         | 3                      |
| PSL           | 27                     |
| PT            | 22                     |
| PSOL          | 5                      |
| PL            | 24                     |
| Republicanos  | 17                     |
| PSD           | 20                     |
| PRTB          | 18                     |
| MDB           | 10                     |
| Avante        | 26                     |
| PODE          | 21                     |
| Patriota      | 29                     |
| PSDB          | 26                     |
| Solidariedade | 17                     |
| PP            | 15                     |
| PROS          | 22                     |
| PSC           | 1                      |
| PTB           | 20                     |
| Total         | 323                    |

## Resultados

### Prefeito
| Candidato(a)                  | Vice                             | 1º turno 15 de novembro de 2020 | 1º turno 15 de novembro de 2020 |
| Candidato(a)                  | Vice                             | Votação                         | Votação                         |
| Total                         | Porcentagem                      | Total                           | Porcentagem                     |
| ----------------------------- | -------------------------------- | ------------------------------- | ------------------------------- |
| Dr. Emerson Panta (PP)        | Nildo Carimbó (PSD)              | 32.738                          | 49,21%                          |
| Flaviano Quinto (PSC)         | Estefânia Maroja (PSL)           | 13.875                          | 20,86%                          |
| Major Neto (Patriota)         | Sargento Jonas Morais (Patriota) | 6.747                           | 10,14%                          |
| Dra. Joelma (Republicanos)    | Reginaldo Américo (Republicanos) | 4.957                           | 7,45%                           |
| Vanda de Olavo (DEM)          | Nena de Gil (DEM)                | 3.030                           | 4,55%                           |
| Zé Paulo (PTB)                | Riata Galvão (PTB)               | 2.188                           | 3,29%                           |
| Professor Valdir (PSOL)       | Rafael Freitas (PSOL)            | 1.951                           | 2,93%                           |
| Cidadão (PCdoB)               | Marinaldo Francisco (PCdoB)      | 535                             | 0,80%                           |
| Nicola (MDB)                  | Dr. Bené (MDB)                   | 503                             | 0,76%                           |
| Adones Junior (Solidariedade) | Missinho do Bode (PRTB)          | 0                               | 0                               |
| Votos em branco               | Votos em branco                  | 4.892                           | 6,12%                           |
| Votos nulos                   | Votos nulos                      | 8.572                           | 10,72%                          |
| Total                         | Total                            | 79.988                          |                                 |
| Abstenções                    | Abstenções                       | 14.607                          | 15,44%                          |
| Votos válidos                 | Votos válidos                    | 66.524                          | 83,17%                          |
| Total de eleitores            |                                  |                                 |                                 |

| Partido | Partido       | Candidato         | Votos  | Votos (%) |
| ------- | ------------- | ----------------- | ------ | --------- |
|         | PP            | Dr. Emerson Panta | 32 738 | 48,12%    |
|         | PSC           | Flaviano Quinto   | 13 875 | 20,39%    |
|         | Patriota      | Major Neto        | 6 747  | 9,92%     |
|         | Republicanos  | Dra. Joelma       | 4 957  | 7,29%     |
|         | DEM           | Vanda de Olavo    | 3 030  | 4,45%     |
|         | PTB           | Zé Paulo          | 2 188  | 3,22%     |
|         | PSOL          | Professor Valdir  | 3 463  | 5,09%     |
|         | PCdoB         | Cidadão           | 535    | 0,79%     |
|         | MDB           | Nicola            | 503    | 0,74%     |
|         | Solidariedade | Adones Junior     | 0      | 0%        |
| Totais  | Totais        | Totais            | 68 036 |           |

## Vereadores eleitos
| Candidato eleito    | Partido      | Votação | Porcentagem | Cidade onde nasceu | Unidade federativa |
| Anésio Miranda      | PP           | 1.594   | 2,19%       | Santa Rita         | Paraíba            |
| Ivonete Barros      | PP           | 1.563   | 2,15%       | Santa Rita         | Paraíba            |
| Marinaldo           | PSDB         | 1.415   | 1,95%       | Santa Rita         | Paraíba            |
| Francisco Queiroga  | PP           | 1.341   | 1,84%       | João Pessoa        | Paraíba            |
| Farias              | PODE         | 1.316   | 1,81%       | Santa Rita         | Paraíba            |
| Cícero Medeiros     | PP           | 1.261   | 1,73%       | Santa Rita         | Paraíba            |
| Tenente Jair        | PROS         | 1.122   | 1,54%       | Santa Rita         | Paraíba            |
| Tiane de Berg       | DEM          | 1.122   | 1,54%       | Santa Rita         | Paraíba            |
| Alysson Gomes       | PSL          | 1.024   | 1,41%       | João Pessoa        | Paraíba            |
| Jackson Alvino      | PSD          | 923     | 1,27%       | Santa Rita         | Paraíba            |
| Irmão Josivaldo     | Republicanos | 853     | 1,17%       | Santa Rita         | Paraíba            |
| Cássio              | PSDB         | 804     | 1,11%       | Santa Rita         | Paraíba            |
| Célio Rufino        | PODE         | 762     | 1,05%       | Lucena             | Paraíba            |
| Kinho de Lerolândia | Avante       | 688     | 0,95%       | Esperança          | Paraíba            |
| Fidélis             | PL           | 677     | 0,93%       | Santa Rita         | Paraíba            |
| Nininho do Bode     | PSDB         | 656     | 0,90%       | Santa Rita         | Paraíba            |
| Jardel de Pinto     | Avante       | 634     | 0,87%       | Santa Rita         | Paraíba            |
| Naedson Graciano    | Patriota     | 424     | 0,58%       | Santa Rita         | Paraíba            |
| Boquinha            | PTB          | 533     | 0,71%       | Santa Rita         | Paraíba            |